# Jim George
Jim George (n. 1 iunie 1935, Akron, Ohio, SUA) este un halterofil ce a reprezentat Statele Unite ale Americii, medaliat olimpic. A participat la 2 ediții ale Jocurilor Olimpice (1956, 1960) în care a câștigat o medalie de argint și o medalie de bronz.